# اوچ بلاغ (قروه)
اوچ بلاغ (قروه)، روستایی از توابع بخش سریش‌آباد شهرستان قروه در استان کردستان ایران است.

## جمعیت
این روستا در دهستان قصلان قرار دارد و براساس سرشماری مرکز آمار ایران در سال ۱۳۸۵، جمعیت آن ۲۱۵ نفر (۵۷خانوار) بوده‌است.